# Trichomalus frontalis
Trichomalus frontalis är en stekelart som först beskrevs av Thomson 1878.  Trichomalus frontalis ingår i släktet Trichomalus och familjen puppglanssteklar. Arten är reproducerande i Sverige. Inga underarter finns listade i Catalogue of Life.